# 백서
백서(白書, white paper)는 원래 정부가 특정 사안이나 주제에 대해서 조사한 결과를 정리해 보고하는 책이다. 영국 정부가 만들어 의회에 제출한 보고서의 표지를 하얀색으로 했던 데에서 명칭이 생겼다. 하지만 최근에는 정부뿐만 아니라 기업이나 연구소 등이 특정 주제에 대해서 연구 조사한 결과를 정리해 발표하는 문서에도 '백서'라는 표현을 사용하고 있어서 보다 넓은 의미의 종합적인 조사 보고서라는 의미를 갖게 되었다. 비슷한 말로 청서(靑書, 푸른색 보고서)도 있는데, 이것은 영국 정부가 아닌 의회가 특정한 주제에 대해 조사한 결과를 정리해 보고하는 문서를 가리킨다.

## 같이 보기
- 외교백서
- 국방백서
- 통일백서
- 경제백서
- 환경백서
- 국토교통백서
- 보건복지백서
- 해양수산백서
- 청소년백서
- 법무백서
- 범죄백서 - 법무연수원에서 발간하는 보고서
- 행정안전백서
- 농림축산식품백서
- 교육백서
- 고용노동백서
- 산업통상자원백서
- 과학기술정보통신백서
- 체육백서
- 남서(藍書) - 영국 정부에서 쓰는 파란색 보고서
- 적서(紅書) - 스페인 정부에서 쓰는 빨간색 보고서
- 황서(黃書) - 프랑스 정부에서 쓰는 노란색 보고서
- 녹서(綠書) - 이탈리아 정부에서 쓰는 초록색 보고서